# Цирцея (роман)
| Автор (-ка) | Медлін Міллер         |
| Країна      | США                   |
| Мова        | українська (переклад) |
| Жанр        | фентезі               |
| Видавництво | Vivat                 |
| Рік видання | 2020                  |
| ISBN        | 9789669820853         |

«Цирцея» Медлін Міллер

Цирцея (2018) — роман американської письменниці Медлін Міллер. Роман є адаптацією історій грецької мітології, зокрема «Одіссеї» Гомера — оповідь ведеться з перспективи чаклунки Кірки. Сюжет роману охоплює історію життя Кірки: її дитинство, зустрічі з мітологічними персонажами (Гермес, Мінотавр, Ясон, Медея), а також романтичні стосунки з Одіссеєм і його сином Телемахом.

## Сюжет
Кірка — дочка титана Геліоса й наяди Перси. Із народження Кірку вважали невродливою та безсильною, тож її молоді роки минають на самоті — до того, як вона закохується в смертного рибалку Главка. Розчарована його смертністю, Кірка дізнається про спосіб перетворення Главка на бога: за допомогою соку магічних квітів, вирощених у землі, просоченій кровʼю титана Кроноса, вона трансформує його в «істинну форму». Після перетворення на бога Главк відрікається від Кірки на користь німфиСкілли. У своїх ревнощах Кірка використовує магічні квіти знову, випадково перетворюючи Скіллу на кровожерливого шестиголового монстра. Кірка розкаюється перед Геліосом за свої діяння, який своєю чергою усвідомлює, що всі його з Персою діти — відьми, що мають змогу отримувати силу з рослин і зілля.
Як покарання за зізнання в чаклунстві Зевс навіки виганяє Кірку на острів Еея. У вигнанні Кірка починає практикувати чари, експериментує із зіллям. Протягом століть перебування на Ееї вона взаємодіє з мітичними персонажами: до неї навідується бог Гермес, що стає її коханцем; Дедал супроводжує Кірку в подорожі на острів Крит, куди її запросила сестра Пасіфая, — під час візиту Кірка допомагає їй народити Мінотавра. Роками пізніше Кірка знайомиться з Ясоном і його дружиною-відьмою Медеєю, що прибувають на Еею після викрадення золотого руна в брата Кірки — Еета. Кірка попереджає Медею про те, що інтерес Ясона в ній зменшується, проте гостя дає відсіч.
Кірка лишається на самоті після суперечки з Медеєю, проте на острів нарешті прибувають гості — моряки, що шукають їжі та відпочинку. Дізнавшись, що Кірка на Ееї одна й поруч немає чоловіка, що захистив би її, капітан корабля ґвалтує жінку. Кірка використовує свої чари й убиває моряків. Відчуваючи провину за скоєне вбивство й тепер застережливо ставлячись до гостей, вона перетворює всіх наступних чоловіків, що прибувають на Еею, на свиней.
Урешті-решт на острів прибуває Одіссей і його команда. У героя виходить переконати відьму дозволити їм перезимувати на Ееї, і під час їхнього візиту між Одіссеєм та Кіркою зароджується роман. Після того, як Одіссей залишає острів, Кірка народжує сина Телеґона.
Уже в ранньому дитинстві Телеґона Кірка дізнається, що богиня Атена погрожує її синові. Кірка зачаровує Еею, щоби захистити Телеґона, поки він росте. У підлітковому віці, після тривалих благань сина, Кірка відпускає Телеґона на зустріч із батьком, перед тим озброївши його списом із отруйним наконечником. Проте коли Телеґон зустрічається з батьком, той атакує сина й, випадково отримуючи поранення від отруйного списа, помирає. Телеґон повертається на Еею з дружиною Одіссея Пенелопою та його сином Телемахом.
Утративши Одіссея, Атена відвідує Еею й пропонує Телемахові заступництво, від якого він відмовляється — замість нього погоджується Телеґон. Засмучена втратою сина, Кірка торгується з Геліосом за кінець її вигнання. Із Телемаховою допомогою вона збирає магічні квіти, які колись використовувала на Главкові, і перетворює себе на смертну, щоби до кінця своїх днів подорожувати з Телемахом.

## Критика
В огляді New York Times письменниця Клер Мессуд відгукується про «Цирцею» як про «приємну» розповідь, високо оцінюючи теми фемінізму в романі. Огляд Рона Чарльза у Washington Times вихваляє Медлін Міллер за «страхітливе й неочікуване» переосмислення історії Кірки, висвітлення феміністичного боку віковічних оповідей, що «розкриває деталі, які ми раніше не помічали». Аїда Едемаріам із The Guardian хвалить Міллер за знаходження новизни та «рушія наративу» в зосередженні роману навколо емоційного життя жінки.

## Нагороди
У 2018 році роман «Цирцея» був названий «Найкращим романом жанру фентезі» в конкурсі Goodreads Choice Awards, отримав нагороду Red Tentacle Kitschie Award за найкращий роман і був переможцем у Athenaeum Literary Award . У 2019 роман став номінантом у преміях Жіноча літературна премія і Mythoepic Fantasy Award.

## Переклади українською
- Медлін Міллер. Цирцея. пер. з англ. Остапа Гладкого. — Харків: Видавництво «Віват», 2020.